# Sebastian (Gran)
Sebastian (ungarisch Sebestyén; † nach 1007) war wahrscheinlich Erzbischof von Gran (Esztergom).

## Leben
Er wird nur in der Legenda Sancti Stephani des Bischofs Hartwich im späten 11. Jahrhundert erwähnt, nicht jedoch in der älteren Legenda maior.
Demnach war Sebastian Mönch in der Benediktinerabtei auf dem Martinsberg (Pannonhalma) und wurde von König Stephan zum ersten Erzbischof von Gran ernannt. Nach drei Jahren erblindete er und wurde durch Bischof Astrik von Kalocsa abgelöst. Nach seiner Genesung kehrte er wieder in das Amt zurück, während Astrik nach Kalocsa zurückging, aber die Erzbischofswürde behielt.
Dieser Bericht widerspricht der Legenda maior, nach der Astrik erster Bischof von Gran gewesen sein soll. Die neuere ungarische Geschichtsforschung reiht Sebastian als zweiten Erzbischof von Gran nach Dominicus ein.